# Visegrad 4 Bicycle Race — GP Polski 2024
10-й выпуск  Visegrad 4 Bicycle Race — GP Polski — шоссейной однодневной велогонки по дорогам Польши. Гонка прошла 21 июля 2024 года в рамках Европейского тура UCI 2024 (категория 1.2). Победу одержал словацкий велогонщик Лукаш Кубис.

## Участники
В гонке приняло участие 154 гонщика из 28 команд: 14 команд категории UCI Continental Team, сборная Польши и 13 региональных и клубных команд.
| UCI Continental Teams (14)- Voster ATS Team - Mazowsze Serce Polski - Lubelskie Perła Polski - ATT Investments - Elkov-Kasper - Tufo-Pardus Prostějov - AC Sparta Praha - Pierre Baguette Cycling - Dukla Banská Bystrica - Epronex-Hungary Cycling Team - Team Felt Felbermayr - Santic-Wibatech - Energus Cycling Team - Team Novo Nordisk Development Национальная сборная- Польша Любительские, клубные или региональные команды (13)- TC Chrobry Scott Głogów - LUKS Trójka Piaseczno - TTS.coach / Spica Solutions - Kujawy Pomorze Cycling Team - Ostra-Multicraft Čeladná - Power of Science RK Exclusive Doors Team - TJ Favorit Brno - ACS Development - CK Pardubice - Team Forman Energetic - Region Vest - Lotus Team - Bialini Gomola CCN |
| |

## Маршрут
Трасса гонки составила около 173 километров и стартовала из Глогува. Далее необходимо было преодолеть пять кругов (около 33 километров), а финиш состоялся в Грембоцице.

## Ход гонки
Финишный спринт разыграл дуэт: Лукаш Кубис и Томаш Будзински, где Кубис оказался быстрее. В секунде от них финишировал Бартломей Прок.

## Результаты
| \| Генеральная классификация \| Генеральная классификация \| Генеральная классификация \| Генеральная классификация \| Генеральная классификация \| \| Гонщик \| Гонщик \| Команда \| Время \| \| \| ------------------------- \| ------------------------- \| ------------------------- \| ------------------------- \| ------------------------- \| \| 1-й \| Лукаш Кубис \| Elkov-Kasper \| 3ч 36' 28 \| \| \| 2-й \| Tomasz Budziński \| Mazowsze Serce Polski \| + 0 \| \| \| 3-й \| Бартломей Прок \| Santic-Wibatech \| + 1 \| \| |                  |                       |           |
| |                  |                       |           |
| Источник: ProCyclingStats |                  |                       |           |
| Генеральная классификация |                  |                       |           |
| Гонщик | Гонщик           | Команда               | Время     |
| 1-й | Лукаш Кубис      | Elkov-Kasper          | 3ч 36' 28 |
| 2-й | Tomasz Budziński | Mazowsze Serce Polski | + 0       |
| 3-й | Бартломей Прок   | Santic-Wibatech       | + 1       |